# Улица Тургенева (Таруса)
Улица Тургенева — улица в исторической части Тарусы, проходит от улицы Свердлова по берегу оврага Пасерка. Протяжённость улицы 295 метров.
Застройка улицы являет пример деревянных домов с характерными для городской мещанской усадьбы крылечками с навесами и венчающими подзорами, выходящими не на двор, а прямо на улицу.

## История
Проложена согласно регулярному плану застройки города 1777 года, предопределившему прямоугольное сечение улицами городской застройки.
Современное название в честь одного из классиков русской литературы И. С. Тургенева (1818—1883).
Городские власти подготовили ряд рекомендаций по сохранению исторического облика города именно в этом районе.

## Достопримечательности
д. 3 — жилой дом 
д. 7 — жилой дом 
д. 11 — жилой дом 

## Известные жители
На улице прошло детство будущих выдающихся советских военных деятелей генералов Михаила Ефремова (1897—1942), Даниила (1892—1942) и Павла Егоровых (1896—1941).